# ميخائيل ليه بيندكت
ميخائيل ليه بيندكت (بالإنجليزية: Michael Les Benedict)‏ هو مؤرخ أمريكي، ولد في 1945.